# Španjolska simfonija
Španjolska simfonija (Symphonie espagnole) u d-molu op. 21 za violinu i orkestar je skladba koju je 1874. godine Édouard Lalo napisao za Pabla de Sarasatea. Najpoznatije je i najizvođenije Laloovo djelo. Iako je u naslovu simfonija, po sadržaju je violinski koncert, a po sastavu suita.

## Nastanak
Édouard Lalo je bio francuski skladatelj, violinist i violist iz razdoblja romantizma. Iako se okušao i u drugim glazbenim žanrovima (orkestarska i vokalna glazba, opera), najznačajniji doprinos dao je francuskoj komornoj glazbi. Najpoznatije njegovo djelo je Španjolska simfonija u d-molu, op. 21.
Lalo je simfoniju 1874. godine "skrojio po mjeri" za Pabla de Sarasatea i posvetio ju njemu. Na premijeri 7. veljače 1875. u Parizu de Sarasate je bio solist na violini.
Lalo je djelo nazvao Španjolska simfonija (Symphonie espagnole), ali neki muzikolozi ga smatraju violinskim koncertom, tako da je alternativno ime djela Koncert za violinu i orkestar br. 2. Izvorno je simfonija imala četiri stavka, a nakon premijere je Lalo kao treći stavak ubacio intermeco. Tako je to po sastavu od pet stavaka u stvari suita.

## O glazbi
Orkestracija: solo violina, pikolo, 2 flaute, 2 oboe, 2 klarineta, 2 fagota, 4 roga, 2 trube, 3 trombona, timpani, udaraljke, harfa, gudači
Tonalitet: d-mol
Lalo ne citira nijednu španjolsku melodiju. Svih pet stavaka prožeto je ritmičkim, plesnim i virtuoznim motivima koji podsjećaju na španjolske, i u svima dominira solo violina kao u violinskim koncertima.
1. Allegro non troppo
2. Scherzando: Allegro molto
3. Intermezzo: Allegretto non troppo
4. Andante
5. Rondo: Allegro

1. Allegro non troppo - Prvi stavak otvara orkestar temom u španjolskom ritmu. Violina uvodi prvu, a zatim i drugu temu koja je materijal za razradu. Koda je kratki osvrt na prvu temu.
2. Scherzando: Allegro molto - U drugom stavku pizzicato orkestra neke slušatelje podsjeća na gitaru, neke na kastanjete, preko kojih elegantno klizi violina.
3. Intermezzo: Allegretto non troppo - Lalo je nakon premijere kao treći stavak ubacio intermeco, a u stvari je to drugi scherzo u sporijem tempu.
4. Andante - U simfonijama uobičajeno treći spori stavak sad je četvrti, melanholičan, ali s toplim i strasnim osjećajima.
5. Rondo: Allegro - Peti stavak je rondo u stilu saltarella. U briljantnom finalu treba obratiti pažnju na pizzicato lijevom rukom.
Trajanje simfonije je oko 33 minute.

## Utjecaj
Od nastanka je Simfonija veoma popularna i nezaobilazna je u repertoaru violinista. Nalazi se u mnogim trajnim zapisima i redovno se izvodi na koncertima. Poneki izvođači izostavljaju naknadno uneti 3. stavak (intermeco). Djelo je inspiriralo Čajkovskoga za pisanje Koncerta za violinu i orkestar u D-duru.